# Jogador do Ano da IHF de 2011
O IHF World Player of the Year de 2011 foi a 21a premiação de Melhor Jogador de Handball do ano pela International Handball Federation (IHF).

## Indicados

### Masculino
Fonte:IHF
- Mikkel Hansen
- Nikola Karabatic
- Filip Jícha
- Thierry Omeyer
- Luc Abalo

### Feminino
Fonte:IHF
- Heidi Løke
- Katrine Lunde Haraldsen
- Andrea Penezic
- Andrea Lekic
- Allison Pineau

## Vencedores
| Categoria | Jogador       | Nacionalidade | Clube        | Foto |
| --------- | ------------- | ------------- | ------------ | ---- |
| Masculino | Mikkel Hansen | Dinamarca     | AG Kopenhaga |      |
| Feminino  | Heidi Løke    | Noruega       | Győri ETO KC |      |

## Técnicos do Ano
- Ulrik Wilbek - Equipes Masculinas[4]
- Thorir Hergeirsson - Equipes Femininas[4]